# Kölner Stadtautobahn
Die Kölner Stadtautobahn ist ein Verkehrsprojekt aus den 1960er Jahren, das nie fertiggestellt wurde. Diese Stadtautobahn sollte die Kölner Innenstadt über die bestehende A 57 am Kreuz Köln-Nord an die A 1, über deren Fortführung (Nord-Tangente) am Autobahnkreuz Köln-Ost an die A 3 und als A 555 (West-Tangente) am Kreuz Köln-Süd an die A 4 anschließen.
Linksrheinisch sollte die Stadtautobahn hauptsächlich über den Grüngürtel, parallel zur Inneren Kanalstraße, verlaufen. Es kam in den 70er Jahren zu ersten kritischen Stimmen gegen das Projekt, da der Grüngürtel teilweise dem Kraftfahrzeugverkehr zum Opfer gefallen wäre. Darum wurde in einer überarbeiteten Planung zwischen der Amsterdamer Straße und dem Gleisdreieck eine Tunnellage der Stadtautobahn favorisiert. Oberirdische Anschlüsse an das örtliche Straßennetz waren an der Escher Straße, Neusser Straße/Niehler Straße und der Amsterdamer Straße vorgesehen. Weiter anhaltende Proteste aus der Bevölkerung und der Politik stoppten schließlich das Projekt. Lediglich der Teil zwischen dem Kölner Zoo und dem Anschluss an die A 3 wurde fertiggestellt.
Durch die geplante Trasse hauptsächlich in Grünanlagen, insbesondere dem Inneren Grüngürtel, wäre die Streckenführung theoretisch heute noch möglich, abgesehen von vorhandenen Universitätsgebäuden und zahlreichen Wohnbauten rund um die Zülpicher und Luxemburger Straße, sowie inzwischen bebauten Flächen im Bereich Militärringstraße/Bonner Straße und Brühler Straße/Gürtel.

## West-Tangente
Im Süden sollte die Stadtautobahn am Kreuz Köln-Süd an die A 4 anschließen und als A 555 zunächst nordwestlich über die Kreuzung Brühler Straße/Gürtel, vorbei am Großmarkt Köln, über die Vorgebirgstraße bis zur Luxemburger Straße verlaufen und dort auf den Grüngürtel treffen, in dessen Verlauf sie nahe der Eisenbahntrasse geführt werden sollte. Östlich von Universitätsstraße/Innerer Kanalstraße sollte die Autobahn dem Verlauf des Zülpicher Walls folgen, die Aachener Straße überqueren, der Schmalbeinstraße, der Ludolf-Camphausen-Straße und dem Venloer Wall folgen, die Venloer Straße überqueren und schließlich an der Herkulesstraße in ein Autobahndreieck Neustadt-Nord münden. Anschlussstellen waren für die Luxemburger, Dürener, Aachener und Venloer Straße geplant. Im Bereich des Bahnhofs West zeigen die Pläne einen Tunnel.
Von diesem Abschnitt wurde lediglich beim Bau der heutigen A 555 um 1930 ein Stück vom Süd-Kreuz bis zum Verteilerkreis gebaut. Am heutigen Knoten Innere Kanalstraße/Herkulesstraße existiert in Teilen heute ein Autobahndreieck, das den Verkehr von der A 57 auf die Innere Kanalstraße verteilt.

## Nord-Tangente
Der Straßentunnel Herkulesstraße ist heute die Verlängerung der A 57, die vom geplanten Autobahndreieck aus in östlicher Richtung bis zum Autobahnkreuz Köln-Ost weitergeführt werden sollte. Der Streckenverlauf hätte bis zur Amsterdamer Straße ungefähr parallel zur heutigen Inneren Kanalstraße gelegen. Von dort führt eine Rampe zur Zoobrücke über den Rhein, bis zur Kalk-Mülheimer-Straße als Hochstraße über den Pfälzischen Ring und dann weiter über die Frankfurter Straße bis zum Autobahnkreuz Köln-Ost.
Zwischen 1962 und 1966 wurden die Zoobrücke über den Rhein und das Teilstück bis zum Autobahnkreuz Köln-Ost gebaut. Von der Amsterdamer Straße über die Zoobrücke bis zum Kreuz Ost verläuft die Straße heute als 6-spurige Stadtautobahn B 55a.

## Bauvorleistungen

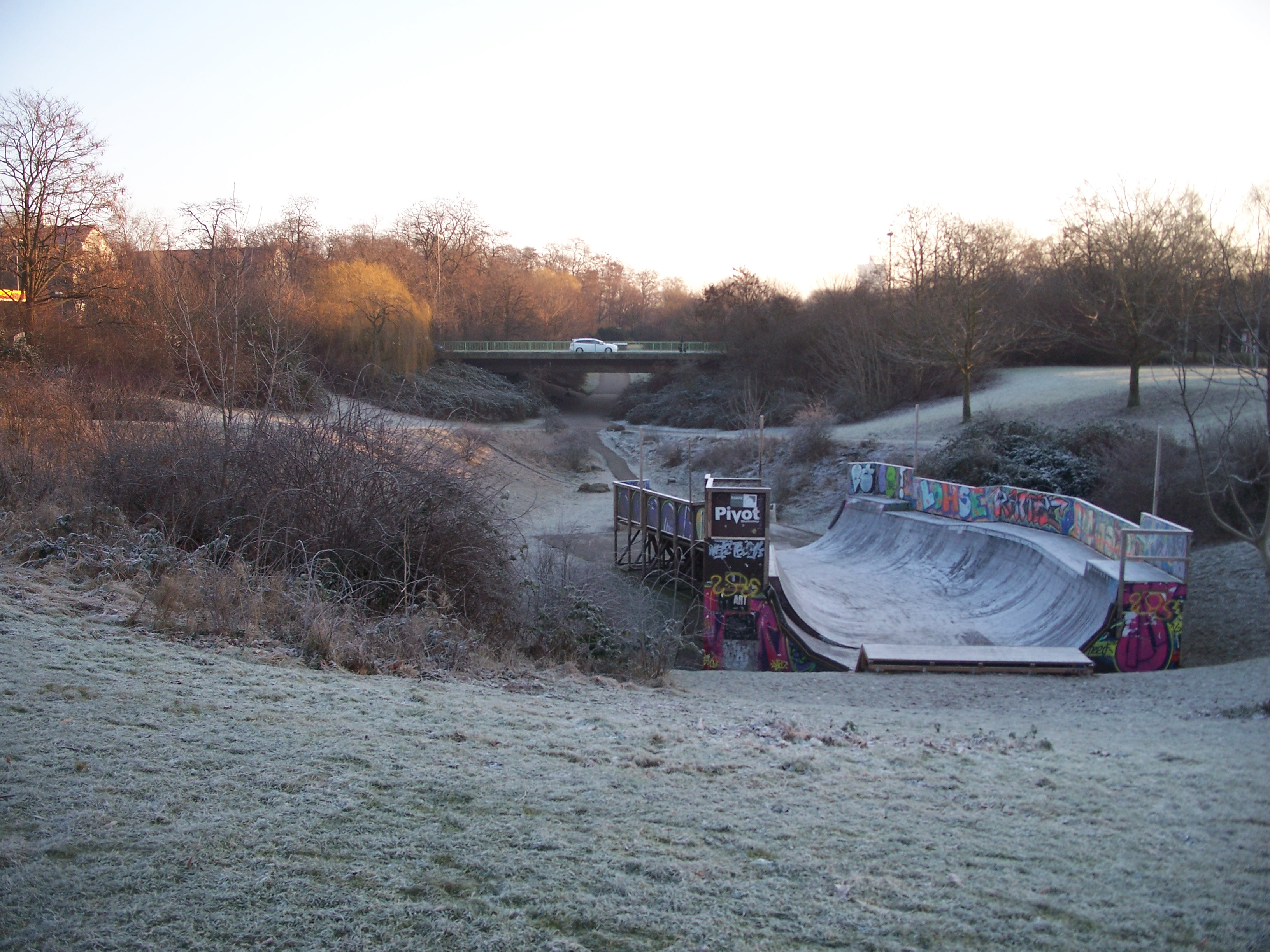
Überbreite Fußgängerunterführung unter der Neusser Straße

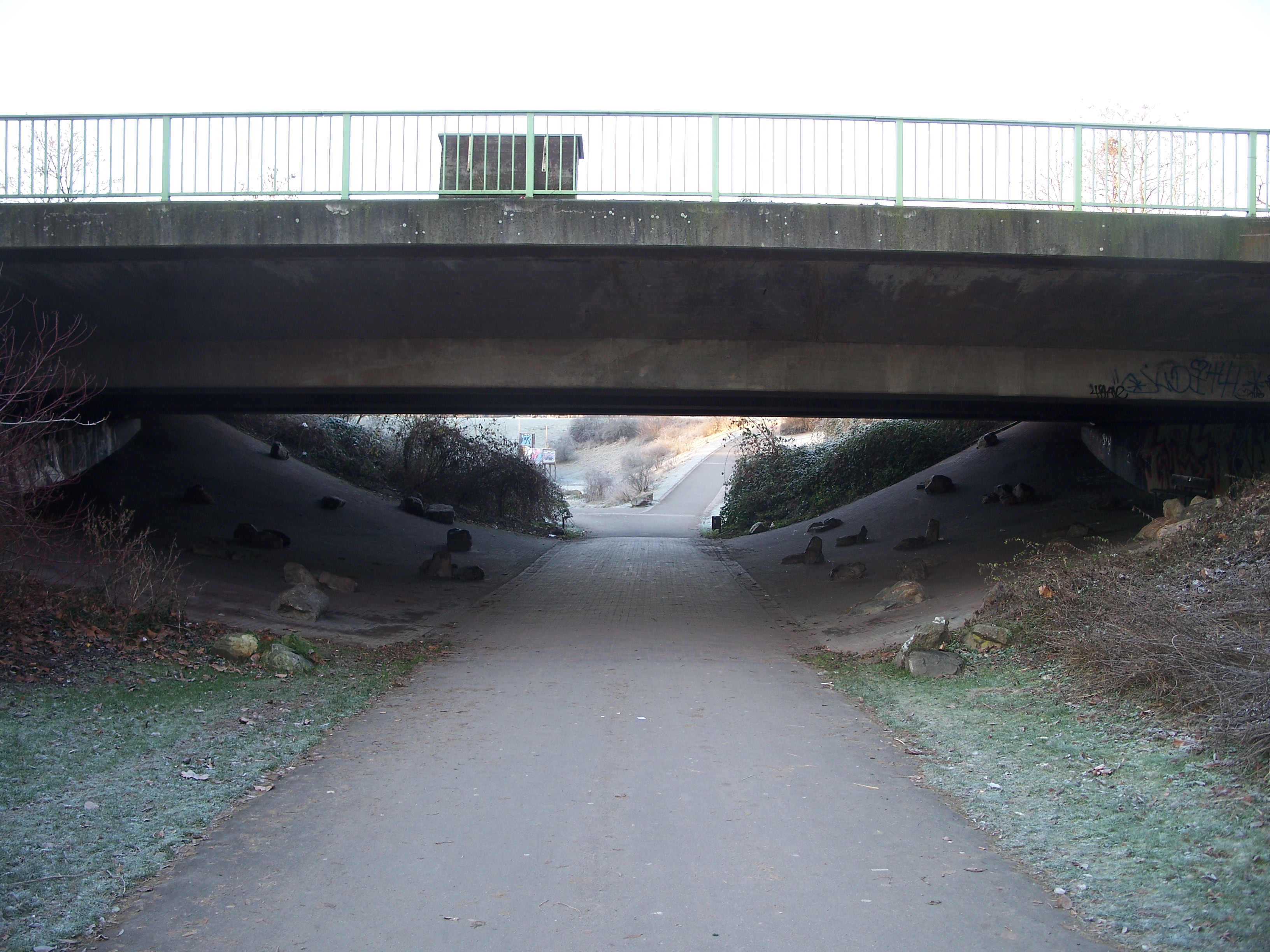
Überbreite Fußgängerunterführung unter der Neusser Straße

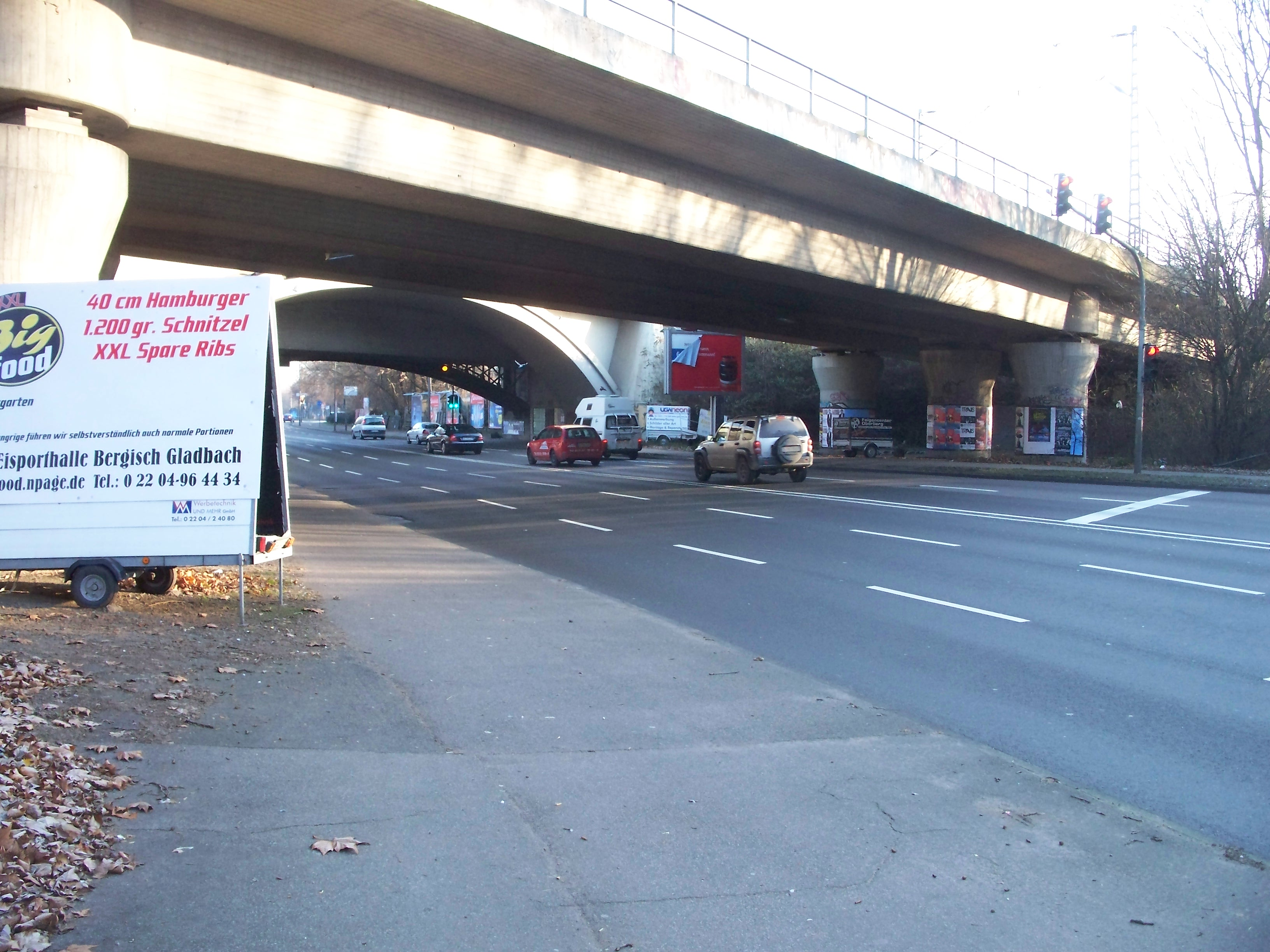
Überbreite Eisenbahnbrücke

Für die Unterführung der Nord-Tangente unter der Neusser Straße wurde eine Brücke gebaut, die heute nur einen Fußweg unter der Neusser Straße durchführt. Die Haltestelle Lohsestraße der 1974 eröffneten U-Bahn unter der Neusser Straße  hat beidseits der geplanten Trasse Ausgänge, beide liegen jedoch stadtauswärts der Inneren Kanalstraße, weshalb die Fußgänger diese an einem Ampelüberweg überqueren müssen. Drei der elf über die Innere Kanalstraße führenden Brücken des Gleisdreiecks haben erhebliche Überbreite. Die mittlere Durchfahrt zwischen den Pfeilern böte Platz für ca. 8 Spuren, genutzt werden jedoch nur 5 Spuren + Fuß- und Radweg. Die beiden äußeren Durchfahrten sind ungenutzt.

## Populäre Medien
Die Kölner Stadtautobahn spielt in Folge 26, "Spritztour", der Kult-TV-Serie "Die Fussbroichs" eine wichtige Rolle.